# Faulkner megye
Faulkner megye az Amerikai Egyesült Államokban, azon belül Arkansas államban található. Megyeszékhelye és legnagyobb városa Conway. Lakosainak száma 123 498 fő (2020. április 1.). Faulkner megye Cleburne, Pulaski, Van Buren, White, Lonoke, Perry és Conway megyékkel határos.

## Népesség
A megye népességének változása:
| Lakosok száma | 114 127 | 116 426 | 118 692 | 119 580 | 121 552 | 123 498 |
|               | 2010    | 2011    | 2012    | 2013    | 2015    | 2020    |